# Stenopelix
Stenopelix ("úzká pánev") byl rod primitivního marginocefala, žijícího v období spodní křídy na území současného Německa. Byl pravděpodobně blízkým vývojovým příbuzným čínského rodu Yinlong a jiných vývojově primitivních ceratopsů (rohatých dinosaurů). V současnosti je nejstarším a vývojově nejprimitivnějším zástupcem kladu Ceratopsia, objeveným na území Evropy.

## Popis

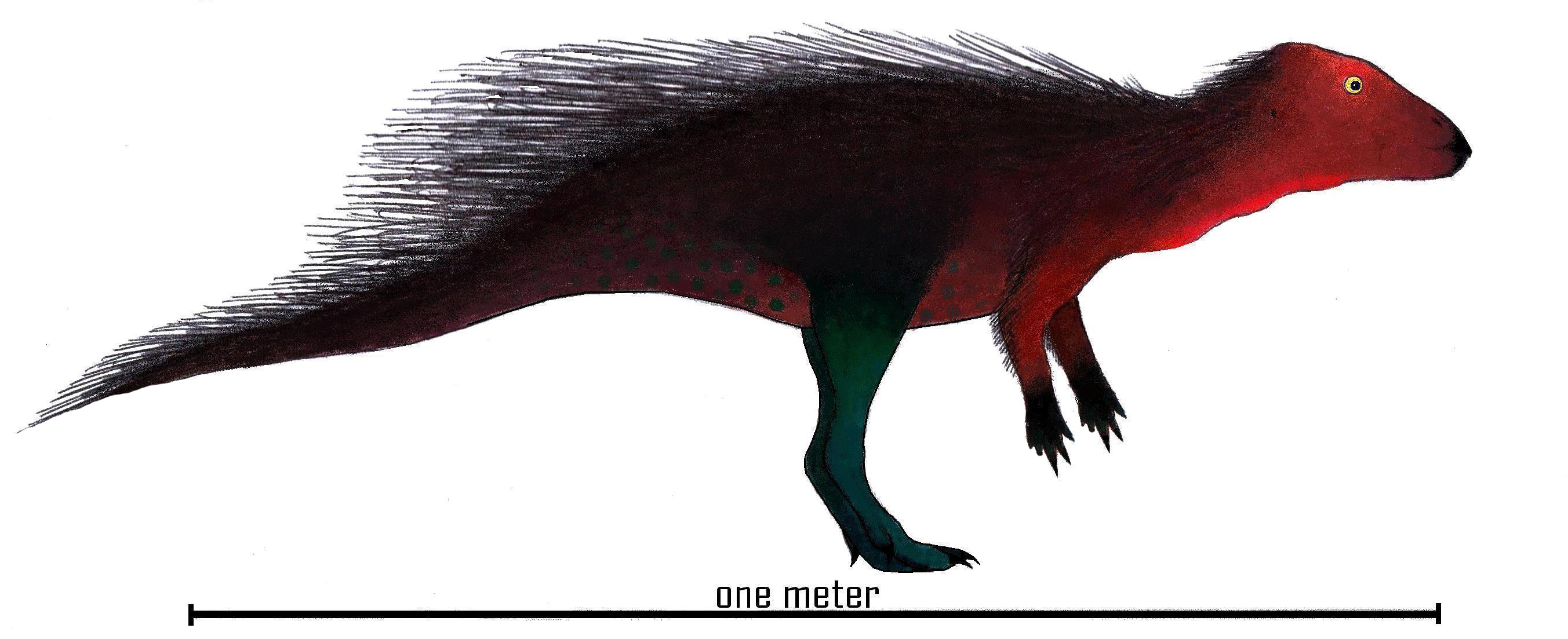
Pravděpodobný vzhled stenopelixe

Stenopelix žil v době před 140 až 130 miliony lety (spodní křída, věk berrias až barrem) na území současného Německa. Měřil na délku asi 1 až 1,5 metru a vážil nejspíš kolem 10 kg. Pravděpodobně se jednalo o malého stádního býložravce, živícího se nízko rostoucí vegetací. Pánevní kosti jsou velmi úzké, což dalo dinosaurovi i jeho rodové jméno. Lebka se nedochovala, proto přesnější informace o jeho zařazení i paleoekologii zatím nemáme.

## Historie a zařazení
Fosilie tohoto dinosaura byly objeveny roku 1855 v pískovcovém lomu u města Bückeburg v pohoří Harrl na území Dolního Saska (severozápad Německa) a formálně byl popsán německým paleontologem Christianem Erichem Hermannem von Meyerem roku 1857.

### Česká literatura
- SOCHA, Vladimír (2020). Pravěcí vládci Evropy. Kazda, Brno. ISBN 978-80-88316-75-6. (str. 102-104)